# Sentia (cràter)
Sentia és un cràter amb coordenades planetocèntriques de -36.68 ° de latitud nord i 173.12 ° de longitud est, sobre la superfície de l'asteroide del cinturó principal (4) Vesta. Fa 16.54 km de diàmetre. El nom adoptat com a oficial per la UAI el set d'octubre de 2014 fa referència a Amaesia Sentia, dona romana citada per Valeri Màxim per haver defensat el seu cas davant els magistrats.